# FC Alte Haide-DSC München
FC Alte Haide-DSC München is een Duitse voetbalclub uit de stad München.

## Geschiedenis
De club werd op 29 juni 1929 opgericht als DJK Alte Haide. In 1933 werd de naam gewijzigd in FC Alte Haide. De club speelde in 1944/45 in de Gauliga Bayern, de toenmalige hoogste klasse, waar de club zevende werd. De club promoveerde omdat de Gauliga regionaal verder onderverdeeld werd door de perikelen in de Tweede Wereldoorlog. Hierna zonk de club weg in de anonimiteit en speelt tegenwoordig in de laagste reeksen.